# Isabelle Neuschwander
Pour les articles homonymes, voir Neuschwander.
Isabelle Neuschwander, née Delabruyère, est une archiviste et historienne française née à Toulouse le 4 février 1958.

## Parcours
Élève de l'École nationale des chartes, elle y obtient le diplôme d'archiviste paléographe en 1983 grâce à une thèse intitulée La Sénéchaussée de Toulouse : les sénéchaux et leur administration (vers 1389-1414).
Elle devient conservateur du patrimoine, en spécialité archives (1983). Elle travaille aux Archives départementales des Yvelines (1983-1986), à celles du Cher (1988-1990) puis est nommée adjointe au responsable du Centre d'accueil et de recherche des Archives nationales (1990-1994). Elle prend en 1994 la direction des Archives départementales de la Somme (1994-1999) et revient aux Archives nationales comme responsable de la Section du XXe siècle (1999-2004), puis de l'équipe chargée du projet de nouveau centre de Pierrefitte-sur-Seine (depuis 2004) et finalement directrice des Archives nationales en 2007. Elle est conservatrice générale du patrimoine depuis 2001.
Isabelle Neuschwander est déchargée de ses fonctions en février 2011 : cette décision serait liée à l'occupation des lieux par le personnel des Archives nationales qui protestait contre le projet d'installation de la Maison de l'Histoire de France. Elle est nommée inspectrice générale des affaires culturelles par décret du 18 mars 2013.
À la retraite depuis 2017, elle exerce de 2018 à 2019 la fonction  de déléguée du Défenseur des droits pour le Val-de-Marne.
Elle se consacre depuis à reconstituer l'histoire de résistance et de déportation de son père, Louis Delabruyère, élève pilote,  qui a embarqué le 12 février 1941 sur le Buhara pour rejoindre la France libre.

## Publications
Ouvrage
- L'aventure du Buhara : Résistance et déportation, 1940-1945. Sur les traces de Louis Delabruyère, élève-pilote embarqué sur le Buhara, OREP EDITIONS, Bayeux, 2023.

Travaux scientifiques (sélection)
- Nach vier Jahren Haft im Zuchthaus Lüttringhausen zurück in die Freiheit: ein Zeitzeugenbericht des französischen Widerstandskämpfers Louis Delabruyère. Dans Remscheid 1945, 2020[9].

- Le Centre historique des Archives nationales au défi du « projet Pierrefitte » : genèse et ambition de la refondation des Archives nationales (1998-2009). Dans La Gazette des Archives, n° 247, 2017-03 : « Marie-Paule Arnauld. La plénitude d’un métier ».

- En attendant le débarquement : le début de l’année 1944 vu par les rapports des préfets ; Des préfets de Vichy aux commissaires de la République ; Rapports des commissaires de la République, novembre-décembre 1944, par Isabelle Neuschwander, Sylvie Le Goëdec et Christèle Noulet. Dans revue Espoir, n° 138-139-140, 2004.

- Les archives : un service public de la mémoire ? Actes du forum organisé par Le Monde en octobre 2001 au Mans sur Devoir de Mémoire, droit à l’oubli.

- Une crise paradoxale. Dans Le Débat, n° 115, mai-août 2001, Gallimard, pp. 130-138.

- Pour une revitalisation des services éducatifs des archives. Dans La Gazette des Archives, n° 184-185, 1999, pp. 105-112. Actes du colloque « Les Archives au service du public : quelles offres pour quelles attentes ».

- À la découverte des écritures anciennes. Archives départementales des Yvelines, 48 p., 1989.

## Décorations
- Chevalière de la Légion d'honneur. Elle est faite chevalier le 13 juillet 2007[10] pour récompenser ses 27 ans

de services civils.
- Officière de l'ordre des Arts et des Lettres. Elle est promue au grade d’officier le 13 septembre 2016[12].

## Sources
1. ↑  Bibliothèque de l'École des chartes, 1979, 137-2, p 367
2. ↑  Site de l'École des chartes
3. ↑  Nomination annoncée sur le site du ministère de la Culture.
4. ↑  Arrêté de cessation de ses fonctions, 23 février 2011
5. ↑  « Limogeage de la directrice des archives nationales : les masques tombent », sur free.fr via Wikiwix (consulté le 11 octobre 2023).
6. ↑  GénéInfos, 21 février 2011
7. ↑  Journal officiel du 20 mars 2013.
8. ↑  94Citoyens.com, 5 juillet 2018.
9. ↑  « Nach vier Jahren Haft im Zuchthaus Lüttringhausen zurück in die Freiheit », sur nwbib.de (consulté le 25 novembre 2022)
10. ↑  http://www.lefigaro.fr/assets/pdf/legion_honneur2007.pdf
11. ↑  Décret du 13 juillet 2007
12. ↑  Arrêté du 13 septembre 2016 portant nomination dans l'ordre des Arts et des Lettres.